# Amt Kerpen
Das Amt Kerpen war ein Amt im Kreis Bergheim (Erft) in der preußischen Rheinprovinz und in Nordrhein-Westfalen. Es ging aus der Bürgermeisterei Kerpen und der Bürgermeisterei Blatzheim hervor. Das Gebiet des Amtes gehört heute zur Stadt Kerpen im Rhein-Erft-Kreis.

## Bürgermeistereien Blatzheim und Kerpen
Von 1798 bis 1814 standen alle linksrheinischen Gebiete unter französischer Herrschaft. Während dieser Zeit wurde nach französischem Vorbild die Mairien Blatzheim und Kerpen eingerichtet, die zum Kanton Kerpen im Arrondissement Köln des Rur-Departements gehörten. Nachdem das Rheinland 1814 an Preußen gefallen war, wurde aus den Mairien preußische Bürgermeistereien, die beide 1816 zum neuen Kreis Bergheim kamen.
Die Bürgermeisterei Blatzheim bestand nur aus der Gemeinde Blatzheim, während die Bürgermeisterei Kerpen die beiden Gemeinden Kerpen und Mödrath umfasste.
Zu Gemeinde Blatzheim gehörten auch die Ortschaften Bergerhausen, Dorsfeld, Geilrath und Niederbolheim, zur Gemeinde Kerpen auch die Ortschaft Langenich.

## Ämter Blatzheim und Kerpen
Am Ende des Jahres 1927 wurde die Bezeichnung aller rheinischen Landbürgermeistereien in „Amt“ geändert. Die beiden Bürgermeistereien hießen nun amtlich Amt Blatzheim und Amt Kerpen. Am 1. November 1934 wurden alle preußischen Einzelgemeindeämter und damit auch das Amt Blatzheim aufgehoben; Blatzheim wurde dadurch eine amtsfreie Gemeinde.
Am 1. April 1938 wurden die Gemeinden Buir und Manheim aus dem aufgelösten Amt Buir sowie die amtsfreie Gemeinde Blatzheim in das Amt Kerpen eingegliedert. Die Gemeinde Kerpen erhielt 1941 das Stadtrecht, blieb aber amtsangehörig. Am 1. April 1954 schieden Buir und Manheim wieder aus dem Amt Kerpen aus und bildeten das wiedererrichtete Amt Buir.
Das Amt Kerpen umfasste seitdem 
- die Stadt Kerpen
- die Gemeinde Blatzheim und
- die Gemeinde Mödrath.

Durch das Köln-Gesetz  wurde das Amt Kerpen am 1. Januar 1975 aufgelöst. Seine Gemeinden wurden Teil der neuen Stadt Kerpen. 

## Einwohnerentwicklung
| Jahr | Bürgermeisterei Blatzheim | Bürgermeisterei Kerpen | Quelle |
| ---- | ------------------------- | ---------------------- | ------ |
| 1843 | 1.455                     | 3.503                  | [ 5 ]  |
| 1871 | 1.683                     | 3.658                  | [ 6 ]  |
| 1885 | 1.630                     | 3.711                  | [ 7 ]  |
| 1910 | 1.571                     | 4.174                  | [ 8 ]  |
| 1925 | 1.810                     | 5.563                  | [ 9 ]  |
|      | Amt Kerpen                |                        |        |
| 1939 | 10.575 1                  | 10.575 1               | [ 10 ] |
| 1950 | 13.583 1                  | 13.583 1               | [ 11 ] |
| 1961 | 10.710                    | 10.710                 | [ 11 ] |
| 1970 | 13.760                    | 13.760                 | [ 11 ] |